# أكيرا أيرومورا
أكيرا أيرومورا (بالإنجليزية: Akira Arimura)‏ هو طبيب أمريكي، ولد في 26 ديسمبر 1923 في كوبه في اليابان، وتوفي في 10 ديسمبر 2007 بسبب ورم نخاعي متعدد.